# Eva Weel Skram
Eva Weel Skram (Sogndal, 17 dicembre 1985) è una cantante norvegese.

## Biografia
Eva Weel Skram è salita alla ribalta nel 2005 con la sua partecipazione alla terza edizione del talent show di TV 2 Idol, dove ha acceduto alla fase finale, piazzandosi 6ª. L'anno successivo ha fondato insieme a suo marito il duo Eva & the Heartmaker, con cui ha pubblicato quattro album.
Parallelamente alla sua attività nel duo, nel 2016 Eva Weel Skram ha iniziato a pubblicare musica come solista. Il suo album di debutto, Finne heim, è uscito nell'autunno del 2018 e ha debuttato alla 2ª posizione della classifica norvegese. È stato certificato disco di platino dalla IFPI Norge con oltre 20 000 unità di vendita totalizzate a livello nazionale. Tre anni più tardi è stata la volta di Sleppe tak, entrato alla 23ª posizione della graduatoria nazionale.

## Discografia

### Album in studio
- 2018 – Finne heim
- 2021 – Sleppe tak

### Singoli
- 2016 – Selmas sang
- 2017 – Berre la meg vær
- 2017 – Hold meg
- 2018 – Om vil du
- 2018 – Tru (con Odd Nordstoga)
- 2018 – Du e alt eg treng
- 2018 – Kor går du
- 2019 – Finaste
- 2019 – Einsam i lag (con Daniel Kvammen)
- 2019 – Kom igjen
- 2019 – Falle til ro
- 2020 – Tom snart ti
- 2020 – Tusen år
- 2020 – Sånn som Elvis synge om
- 2020 – Romjulsdrøm
- 2020 – Nå tennes tusen julelys
- 2021 – Tilbake